# Manogea gaira
Manogea gaira är en spindelart som beskrevs av Levi 1997. Manogea gaira ingår i släktet Manogea och familjen hjulspindlar. Inga underarter finns listade i Catalogue of Life.